# Gagea tenuissima
Gagea tenuissima är en liljeväxtart som beskrevs av Pavel Ivanovich Misczenko. Gagea tenuissima ingår i Vårlökssläktet och i familjen liljeväxter. Inga underarter finns listade.